# Hans Grischkat
Hans Grischkat (* 29. August 1903 in Hamburg; † 10. Januar 1977 in Kemnat bei Esslingen am Neckar) war ein deutscher Dirigent, Chorleiter, Kirchenmusiker und Stuttgarter Hochschullehrer.

## Leben und Wirken
Hans Grischkat studierte an der Universität Tübingen zunächst Naturwissenschaften, später Musikwissenschaft. An der Musikhochschule Stuttgart erhielt er Unterricht bei Hermann Keller.
Grischkat war früh schon in der Singbewegung engagiert. Er gründete 1924 den Reutlinger Singkreis, 1931 den Schwäbischen Singkreis und 1936 den Grischkat-Singkreis in Stuttgart. Nach 1945 rief er das Schwäbische Symphonie-Orchester Reutlingen ins Leben, ein Orchester, das heute als Württembergische Philharmonie Reutlingen bekannt ist. Er war bis 1950 erster Dirigent dieses Klangkörpers.
Hans Grischkat führte 1926 erstmals in Württemberg die Johannespassion von Johann Sebastian Bach ohne Kürzungen und mit alten Instrumenten auf. Es folgte 1935 eine an der Historischen Aufführungspraxis orientierte Wiedergabe der Matthäuspassion von Bach,  die Einfluss auf folgende Bachinterpretationen im süddeutschen Raum hatte.
Anlässlich des 200. Todesjahres Bachs im Jahr 1950 erstellte Grischkat eine Kompilation einzelner Kantatensätze des Komponisten unter Verwendung von neuem Text als eine abendfüllende „Groß-Kantate“ mit dem Titel Vom Reiche Gottes. Die Idee zu dieser Anthologie ging auf eine Anregung von Albert Schweitzer zurück.
Grischkat wirkte als Musiker sowohl an der Christuskirche in Reutlingen als auch an der Hochschule für Musik und Darstellende Kunst Stuttgart.
Er war unter anderem Lehrer von Helmuth Rilling, Wolfgang Gönnenwein, Frieder Bernius und Hanns-Friedrich Kunz.
Als Musikwissenschaftler und Herausgeber betreute er die Reihe Die Kantate, die im Stuttgarter Hänssler-Verlag in vielen Einzelbänden erschien und vorwiegend kirchenmusikalisches Aufführungs- und Notenmaterial darbot.

## Publikationen
- Hans Grischkat (Herausgeber): Johann Sebastian Bach: „Der Friede sei mit dir“. Kantate Nr. 158. Kantate zum 3. Ostertag aus der Reihe: Die Kantate. Eine Sammlung geistlicher Musik für Chor und Instrumente. Band 28, Hänssler-Verlag Stuttgart 1959, mit vier Faksimile-Seiten

## Einspielungen (Auswahl)
- Johann Sebastian Bach, Weihnachtsoratorium BWV 248 (Gesamtaufnahme) mit Maria Friesenhausen – Sopran, Hildegard Laurich – Alt, Peter Wetzler – Tenor und Bruce Abel – Bass. Chor: Schwäbischer Singkreis und das Südwestdeutsches Kammerorchester Pforzheim, Leitung: Hans Grischkat,  Sun Five (SF 40 803)
- Johann Sebastian Bach, H-Moll-Messe mit dem Schwäbischen Singkreis, dem Orchester des 35. Deutschen Bachfestes, Leitung: Hans Grischkat (Vox Box VBX 7, 1960, 3 LP)